# Kerstin Palm
Kerstin Ullasdotter Palm (Malmö, 5 febbraio 1946) è un'ex schermitrice svedese.
Vanta sette partecipazioni ai Giochi olimpici.

## Partecipazioni olimpiche
1. Tokyo 1964
2. Città del Messico 1968
3. Monaco di Baviera 1972
4. Montréal 1976
5. Mosca 1980
6. Los Angeles 1984
7. Seul 1988

## Palmarès
- 5º posto a Monaco di Baviera 1972 (fioretto)